# Thora Bjorg Helga
Thora Bjorg Helga (16 de abril de 1989) es una actriz islandesa más conocida por protagonizar Metalhead de Ragnar Bragason. Helga ganó el Premio de la Academia de Islandia 2014 a la Mejor Actriz por su papel en la película que se estrenó en el Festival Internacional de Cine de Toronto en septiembre de 2013.
También protagonizó la película de Baltasar Kormákur The Deep en 2013, ganándole una nominación al premio a la Mejor Actriz de Reparto de la Academia Islandesa de 2013. Helga también protagoniza la próxima película estadounidense Autumn Lights.
Por su papel en Metalhead, Helga obtuvo una aclamación unánime por lo que The New York Times calificó de "notable", interpretando a una mujer joven y afligida en Islandia. La Voz del Pueblo concluyó que Helga estaba "comandando en el papel de liderazgo doloroso, clavando no sólo las posturas de poder y otras afectaciones musicales que el personaje exige, sino más urgentemente el dolor penetrante".

## Filmografía
- Autumn Lights (2016) como Eva
- Brave Men's Blood (2014) como Ragna
- Metalhead (2013) como Hera
- The Deep (2012) com Halla